# Лијеска (Бијело Поље)
Лијеска је насеље у општини Бијело Поље у Црној Гори. Према попису из 2003. било је 269 становника (према попису из 1991. било је 348 становника).

## Демографија
У насељу Лијеска живи 221 пунолетни становник, а просечна старост становништва износи 41,7 година (41,0 код мушкараца и 42,5 код жена). У насељу има 89 домаћинстава, а просечан број чланова по домаћинству је 3,02.
Становништво у овом насељу веома је хетерогено, а у последња три пописа, примећен је пад у броју становника.
|  |

| Демографија | Демографија | Демографија |
| Година      | Становника  | Становника  |
| ----------- | ----------- | ----------- |
|             |             |             |
|             |             |             |
|             |             |             |
|             |             |             |
| 1948.       | 507         |             |
| 1953.       | 631         |             |
| 1961.       | 635         |             |
| 1971.       | 585         |             |
| 1981.       | 492         |             |
| 1991.       | 348         | 318         |
| 2003.       | 316         | 269         |
|             |             |             |

| Етнички састав према попису из 2003.‍ | Етнички састав према попису из 2003.‍ | Етнички састав према попису из 2003.‍ | Етнички састав према попису из 2003.‍ | Етнички састав према попису из 2003.‍ |
| ------------------------------------ | ------------------------------------ | ------------------------------------ | ------------------------------------ | ------------------------------------ |
|                                      |                                      |                                      |                                      |                                      |
| Срби                                 | Срби                                 |                                      | 143                                  | 53,15%                               |
| Црногорци                            | Црногорци                            |                                      | 112                                  | 41,63%                               |
| непознато                            | непознато                            |                                      | 0                                    | 0,0%                                 |

| Година пописа     | 1948. | 1953. | 1961. | 1971. | 1981. | 1991. | 2003. |
| ----------------- | ----- | ----- | ----- | ----- | ----- | ----- | ----- |
| Број домаћинстава | 102   | 110   | 108   | 107   | 96    | 94    | 90    |

| Број чланова      | 1  | 2  | 3  | 4  | 5 | 6 | 7 | 8 | 9 | 10 и више | Просек |
| ----------------- | -- | -- | -- | -- | - | - | - | - | - | --------- | ------ |
| Број домаћинстава | 89 | 22 | 24 | 15 | 9 | 7 | 7 | 3 | 0 | 1         | 1      |

| Пол    | Укупно | Неожењен/Неудата | Ожењен/Удата | Удовац/Удовица | Разведен/Разведена | Непознато |
| ------ | ------ | ---------------- | ------------ | -------------- | ------------------ | --------- |
| Мушки  | 121    | 50               | 62           | 7              | 2                  | 0         |
| Женски | 103    | 20               | 58           | 23             | 1                  | 1         |
| УКУПНО | 224    | 70               | 120          | 30             | 3                  | 1         |

| Пол    | Укупно                    | Пољопривреда, лов и шумарство | Рибарство                            | Вађење руде и камена | Прерађивачка индустрија       |
| ------ | ------------------------- | ----------------------------- | ------------------------------------ | -------------------- | ----------------------------- |
| Мушки  | 64                        | 40                            | 0                                    | 0                    | 0                             |
| Женски | 12                        | 5                             | 0                                    | 0                    | 2                             |
| УКУПНО | 76                        | 45                            | 0                                    | 0                    | 2                             |
| Пол    | Производња и снабдевање   | Грађевинарство                | Трговина                             | Хотели и ресторани   | Саобраћај, складиштење и везе |
| Мушки  | 0                         | 2                             | 0                                    | 0                    | 2                             |
| Женски | 0                         | 0                             | 0                                    | 1                    | 0                             |
| УКУПНО | 0                         | 2                             | 0                                    | 1                    | 2                             |
| Пол    | Финансијско посредовање   | Некретнине                    | Државна управа и одбрана             | Образовање           | Здравствени и социјални рад   |
| Мушки  | 0                         | 1                             | 6                                    | 5                    | 1                             |
| Женски | 1                         | 0                             | 0                                    | 0                    | 1                             |
| УКУПНО | 1                         | 1                             | 6                                    | 5                    | 2                             |
| Пол    | Остале услужне активности | Приватна домаћинства          | Екстериторијалне организације и тела | Непознато            | Непознато                     |
| Мушки  | 1                         | 0                             | 0                                    | 6                    | 6                             |
| Женски | 0                         | 0                             | 0                                    | 2                    | 2                             |
| УКУПНО | 1                         | 0                             | 0                                    | 8                    | 8                             |